# Moustérien
Subdivisions
- Moustérien typique
- Moustérien à denticulés
- Moustérien de type Quina
- Moustérien de type Ferrassie
- Moustérien de tradition acheuléenne

Objets typiques
Racloirs, pointes, grattoirs, denticulés, encoches, éclats par débitage Levallois ou débitage Discoïde
Le Moustérien est une industrie lithique de la Préhistoire appartenant au Paléolithique moyen. On le trouve en Europe, en Asie, et en Afrique du Nord, sur des périodes qui varient selon les régions, avec une extension globale d'environ 350 000 à 35 000 ans avant le présent. Il est en Europe caractéristique de l’Homme de Néandertal, mais des outillages moustériens ont également été produits au même moment par des Homo sapiens en Afrique du Nord et au Moyen-Orient. Le Moustérien est marqué par la généralisation des méthodes de débitage, notamment les méthodes Levallois et Quina.

## Historique

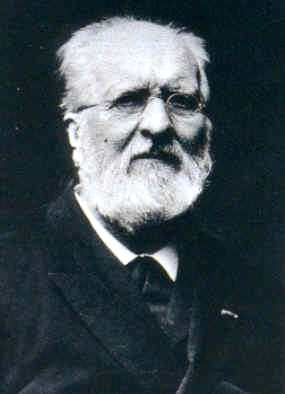
Gabriel de Mortillet.

En 1869, Gabriel de Mortillet publie « Essai d'une classification des cavernes et des stations sous abri, fondée sur les produits de l'industrie humaine » et « Classification chronologique des cavernes de l'époque de la pierre simplement éclatée » (plus complet), dans lesquels il évoque un « âge du Moustier ». Il définit le Moustérien en 1872 à partir de l’industrie lithique de l'abri supérieur du Moustier, situé dans la vallée de la Vézère en Dordogne.
De nombreux sites moustériens de référence sont fouillés à la fin du XIXe siècle et au début du XXe siècle : La Micoque, La Quina, La Chapelle-aux-Saints, l'abri Romaní, la Ferrassie, Krapina, etc.
À partir des années 1950, de nouvelles méthodes sont mises au point pour étudier les riches collections mises au jour. La typologie lithique va permettre à François Bordes, d’abord empiriquement puis de manière statistique, de définir ou de formaliser la définition de plusieurs variantes au sein du Moustérien (cf. infra). Ces faciès sont caractérisés par les proportions des différents types d’outils présents dans un assemblage lithique ou par les méthodes de taille qui ont été employées pour le produire,.
L'interprétation de ces différences au sein du Moustérien fait l'objet d'un intense débat depuis les années 1960. Certains auteurs à la suite de François Bordes considèrent que les faciès moustériens sont l’expression de cultures différentes ou successives,,. D'autres auteurs, dont Lewis Binford, ont proposé d'y voir le reflet d’activités particulières, ce que n'ont pas systématiquement confirmé les analyses tracéologiques. D’autres encore, avec Paul Mellars, y voient une évolution diachronique,. Si le débat n'est pas entièrement clos, il semble probable aujourd'hui que chacune de ces explications comporte une part de vérité,.

## Chronologie
Le Moustérien fait partie des industries lithiques du Paléolithique moyen, caractérisées par le développement du débitage laminaire et de l'outillage réalisé sur de petits éclats transformés par retouche. En Afrique, en Asie du sud, et en Europe, le Paléolithique moyen succède progressivement à l’Acheuléen et à ses bifaces il y a environ 350 000 ans, date à partir de laquelle se répandent le débitage Levallois et le débitage Quina,,.
Le Moustérien classique, et notamment les faciès bien différenciés définis par François Bordes, se développe en Europe entre 200 000 et 40 000 ans avant le présent. La diversité semble aller croissante à la fin du Moustérien mais elle est peut-être à mettre en relation avec une meilleure résolution des recherches pour les périodes les plus récentes.
En Europe, le Moustérien précède d'une part l'Aurignacien, et d'autre part le Châtelperronien (45 000 à 32 000 ans AP) qui développe l'utilisation de lames comme supports d'outils. Malgré la découverte d'une sépulture néandertalienne dans un niveau de Saint-Césaire, on débat toujours pour déterminer si le Châtelperronien est ou non l'œuvre des derniers Néandertaliens.

## Extension géographique
Les limites géographiques du Moustérien ont varié avec l'avancement des études dans les différentes régions potentiellement concernées. On le trouve dans toute l'Europe, du pays de Galles à la Grèce et du Portugal à la Russie, à l'exception des îles méditerranéennes, jusqu'aux limites imposées par l'extension des glaciers scandinaves. En Asie, « on pourra s'arrêter aux plaines russes, à l'Oural, à l'Asie centrale ou orientale (il y a des faciès équivalents de notre Moustérien en Mongolie) sans jamais rencontrer d'obstacle majeur à une nappe de peuplement eurasiatique ». Des fragments osseux de la grotte Okladnikov et de la grotte de Denisova, dans l'Altaï, ont été attribués à des Néandertaliens après une analyse génétique de leur ADN. Les industries associées semblent partager les caractéristiques fondamentales du Moustérien.
Au Proche-Orient, des outillages moustériens ont été produits par des Homo sapiens (sites de Qafzeh et Skhul : 120 à 90 000 ans avant le présent), puis par des Néandertaliens (Dederiyeh : 70 à 48 000 ans avant le présent ; sites de Kébara et Amud : 60 à 55 000 ans AP).
En Afrique du Nord, le site marocain de Djebel Irhoud, daté de 300 000 ans avant le présent, a livré, avec les plus anciens fossiles d'Homo sapiens connus, une industrie lithique comparable au Moustérien européen.

## Caractéristiques générales des industries moustériennes

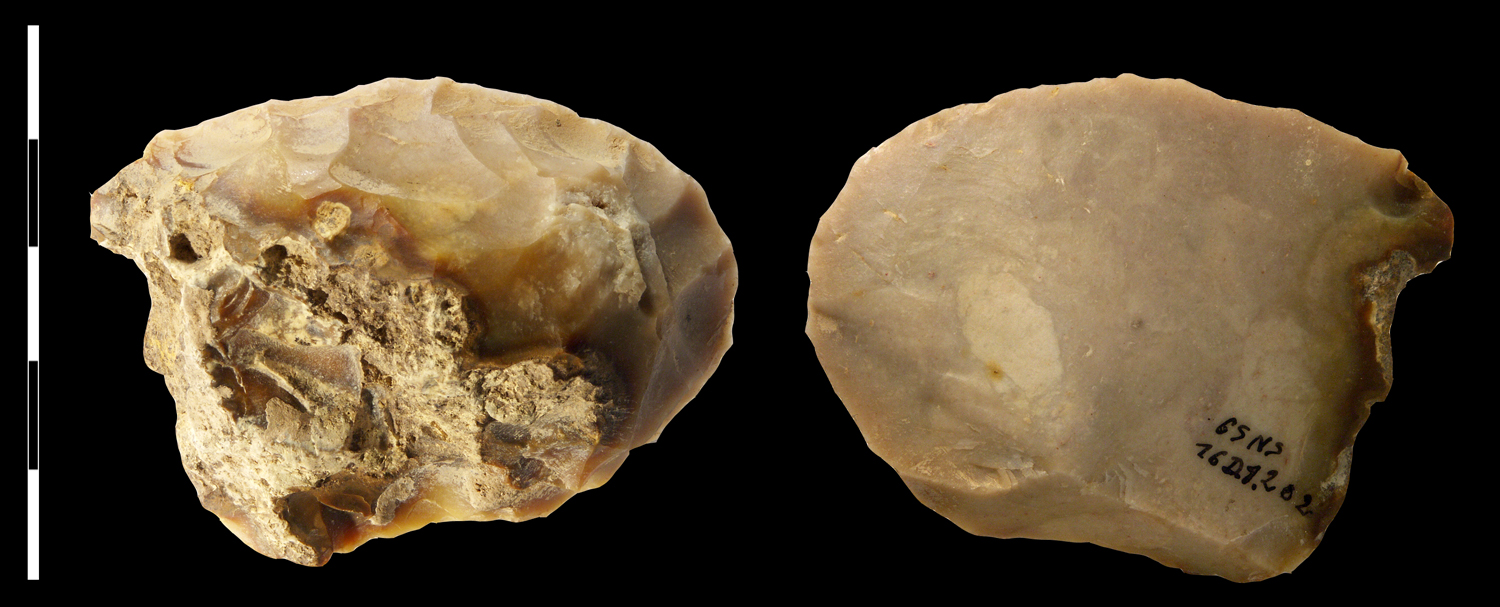
Racloir moustérien en silex.

Les industries moustériennes comportent le plus souvent des gammes d’outils sur éclats, diversifiées en fonction des sites étudiés et dominées par différentes formes de racloirs (racloirs simples, doubles, convergents, déjetés…), des pointes (pointe moustérienne, pointe Levallois, pointe pseudo-Levallois), des grattoirs, des denticulés, des pièces à encoches, des retouchoirs en os. Les éclats nécessaires sont produits par des méthodes de débitage variées (et plus complexes que pour l'Acheuléen), dont le débitage Levallois mais aussi le débitage Discoïde et beaucoup plus rarement le débitage laminaire. Ces outils sur éclats sont parfois associés à de petits bifaces, souvent minces et réguliers. Ce stade technologique s'accompagne rarement d'outils de formes standardisées[Quoi ?].
La répartition des traces d’usure (ainsi que quelques découvertes exceptionnelles de pièces portant des vestiges de matières adhésives naturelles) ont montré que ces outils pouvaient être emmanchés. Ces mêmes traces d’utilisation, observées sur les tranchants à l’aide de puissants microscopes, nous ont appris que les hommes de cette période travaillaient essentiellement la pierre, plus rarement le bois, les peaux animales fraîches et sèches en vue de leur conservation, et qu’ils employaient parfois leurs outils pour couper des végétaux,.
On trouve de nombreux bifaces dans les industries moustériennes, et ce jusqu'à la fin. Par exemple, le Moustérien de tradition acheuléenne comporte de nombreux bifaces alors que c'est un faciès tardif du Moustérien. Le biface est même un des outils le plus répandu du Moustérien avec le racloir et la pointe moustérienne.
Même si cela semble beaucoup moins répandu qu'à la période suivante du paléolithique supérieur, le Moustérien intègre le débitage laminaire pour la fabrication d'outils en pierre, l'utilisation d'outils en os, le travail du bois et des matières végétales. Par exemple l'abri Romaní en Espagne a livré plus de 100 restes d'outils en bois.

## Les faciès du Moustérien

### Moustérien typique

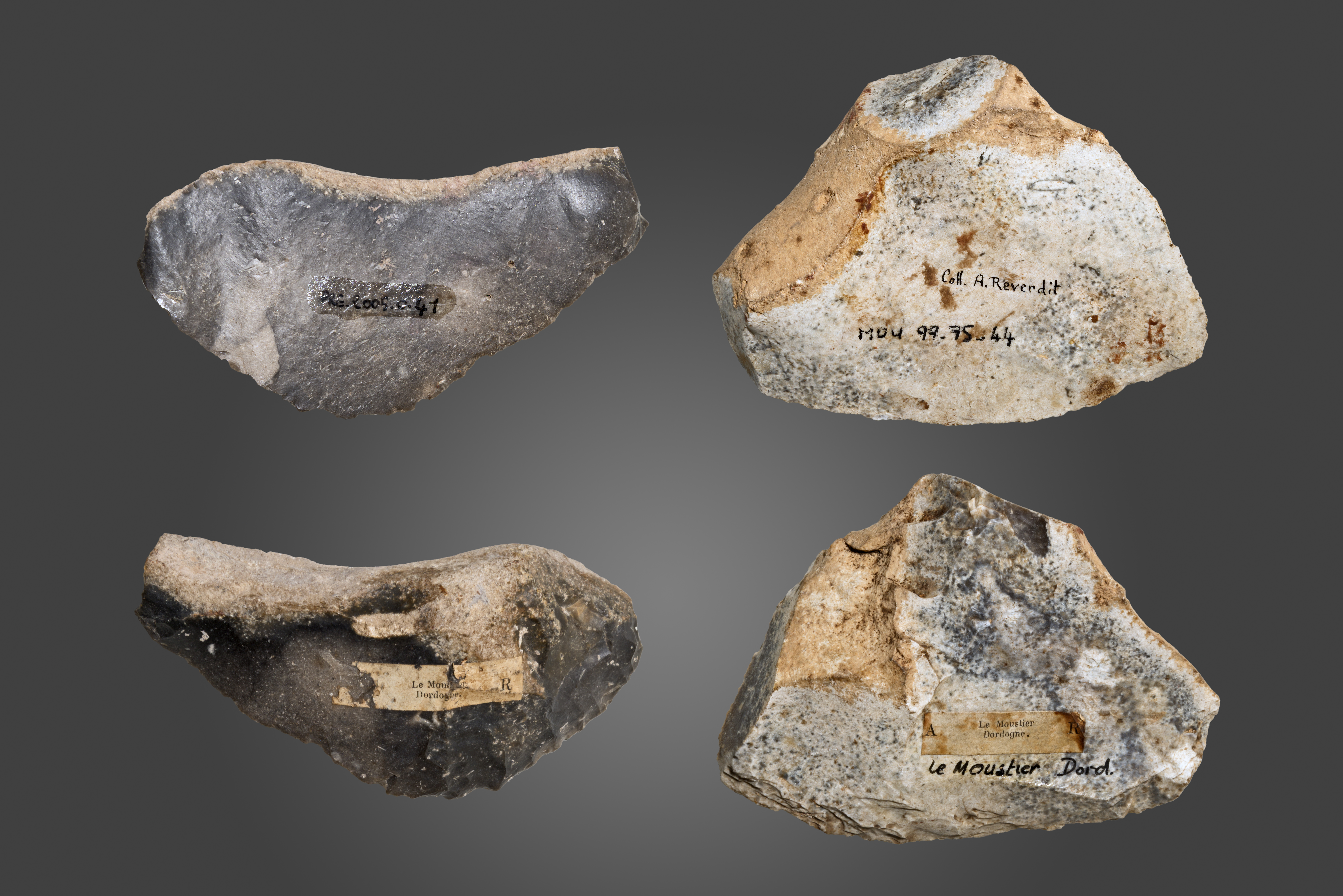
Racloirs - Le Moustier
Musée de Toulouse.

Le Moustérien typique est souvent défini par défaut (absence de bifaces, rareté des denticulés, etc.). Sa pertinence réelle en tant que faciès indépendant est parfois remise en question.

### Moustérien à denticulés
Le Moustérien à denticulés est l'un des faciès caractéristiques de la fin du Moustérien. Il est souvent présent en fin de séquence dans les sites du sud-ouest de la France ; on le trouve aussi à Arcy-sur-Cure (Yonne). Comme d'autres faciès, il semble résulter de la combinaison de facteurs économiques, techniques et culturels,.

### Moustériens charentiens

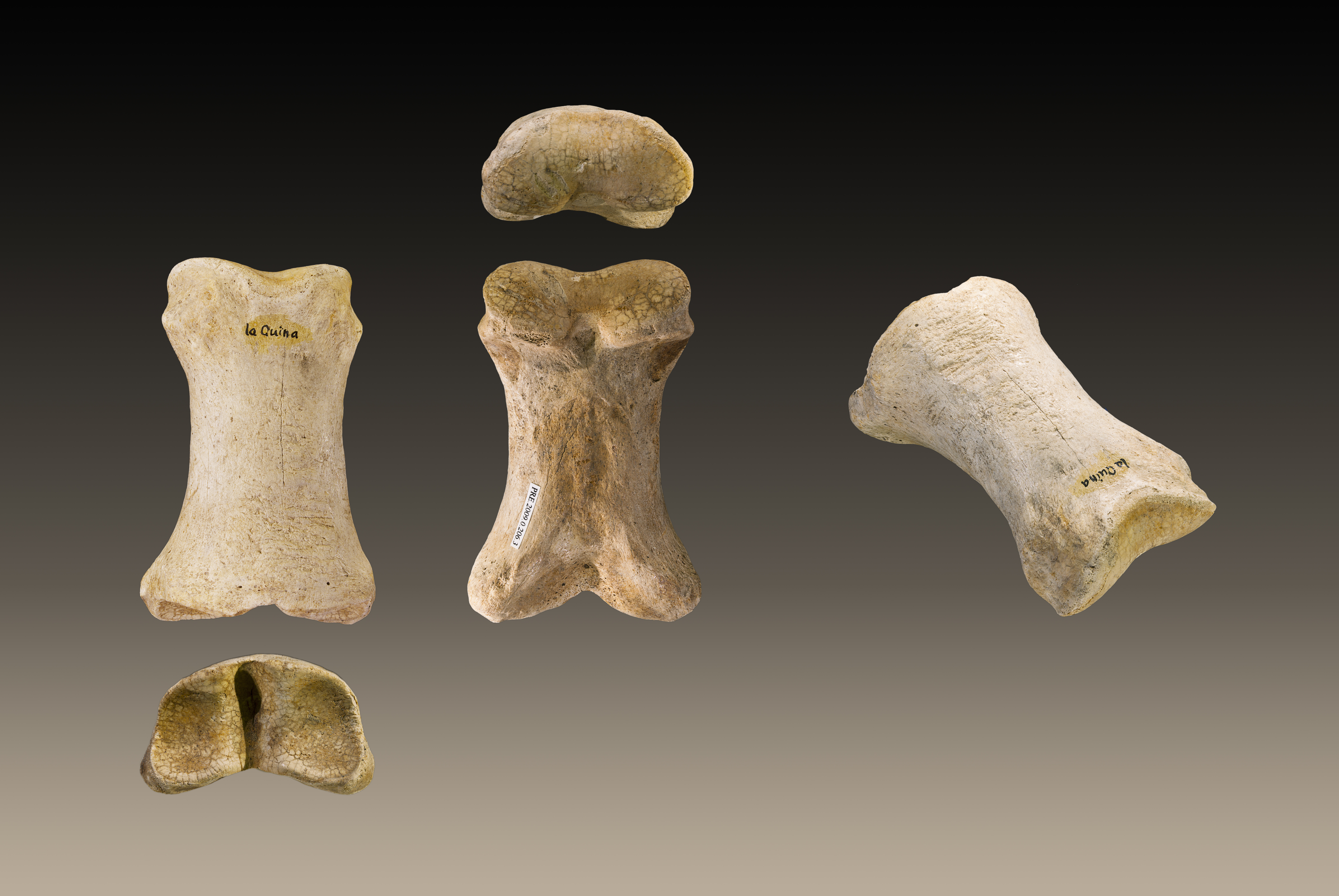
« Os à impression » ou retouchoir de La Quina
Muséum de Toulouse.

Il existe deux faciès moustériens qualifiés de charentiens parce qu'ils ont initialement été définis en Charente. Ils présentent toutefois peu d'éléments en commun et ne sont sans doute pas apparentés. Il s'agit du Moustérien de type Quina et du Moustérien de type Ferrassie. Le Moustérien de type Ferrassie est caractérisé par l'utilisation fréquente de la méthode Levallois pour réaliser des supports d'outils retouchés ensuite en racloirs.

### Moustérien de tradition acheuléenne
Le Moustérien de tradition acheuléenne (MTA) est un faciès caractéristique de la fin du Moustérien et n'est pas issu de l'Acheuléen contrairement à ce que laisse supposer son nom, hérité d'une définition ancienne due à Denis Peyrony.
François Bordes l'a subdivisé en deux sous-faciès :
- le MTA de type A, caractérisé par une forte proportion de bifaces et de racloirs, ainsi que par la présence de couteaux à dos ;
- le MTA de type B, caractérisé par une forte proportion de couteaux à dos allongés et par une fréquence des bifaces et des racloirs moindre que pour le type A.

Selon François Bordes et d'autres auteurs après lui, ces deux sous-faciès constitueraient deux étapes évolutives conduisant au Châtelperronien. Ce point de vue est aujourd'hui remis en question.

### Autres faciès régionaux
- Pontinien
- Taubachien
- Vasconien
- Industries laminaires d'Europe du Nord
- Industries du Proche-Orient associées aux hommes modernes